# Tondiïta
La tondiïta és un mineral de la classe dels halurs que pertany al grup de l'atacamita. Rep el nom en honor de Matteo Tondi (21 de desembre de 1762 - 16 de novembre de 1835), eminent mineralogista italià i col·laborador de René J. Hauy en l'escriptura del clàssic Traitè de Mineralogie.

## Característiques
La tondiïta és un halur de fórmula química Cu₃Mg(OH)₆Cl₂. Va ser aprovada com a espècie vàlida per l'Associació Mineralògica Internacional l'any 2013, sent publicada per primera vegada un any més tard. Cristal·litza en el sistema trigonal. La seva duresa a l'escala de Mohs es troba entre 3 i 3,5.
Les mostres que van servir per a determinar l'espècie, el que es coneix com a material tipus, es troben conservades al Reial Museu Mineralògic de Nàpols (Itàlia), amb el número de catàleg: 1178r; el cotip es conserva a la col·lecció del Museu Mineralògic de la Universitat d'Hamburg, a Alemanya amb el número de catàleg MD480.

## Formació i jaciments
Va ser descrita a partir d'exemplars recollits a la mina Santo Domingo, a la província d'Arica (Xile) i al Vesuvi (Campània, Itàlia). A banda d'aquestes dues localitats també ha estat trobada a la mina Maria, molt propera a la xilena mina Santo Domingo.